# محمد الغزلاني
محمد بن علي بن خضر بن أحمد بن جرجيس بن محمد بن سليمان الموصلي الطائي وشهرته الشيخ محمد الغزلاني (توفي 605 هـ) هو متصوف من أهل الموصل.
يقول ياسين العمري في «منية الأدباء»، في باب مراقد وأضرحة الموصل أن للغزلاني مرقد: «خارج السور من جهة القبلة في سفح جبل مطل على البساتين». وقد قال في حقه عبد الله بيك بن امين بيك آل ياسين افندي المفتي:
.